# Aquarium de Valencia (Venezuela)
El Aquarium o Acuario de Valencia es un parque recreativo ubicado en la ciudad de Valencia, Venezuela, que posee un acuario y un zoológico con especies de Venezuela.
En este acuario se encontraban las únicas toninas (delfines de agua dulce) amaestradas en el mundo, que fallecieron en junio de 2016,  actualmente posee numerosas especies de peces y serpientes, además de como plantas endémicas.

## Historia
Su sede constituye las instalaciones de lo que fue el primer acueducto de la Ciudad de Valencia, conocido también como la "Vieja Caja de Agua", construido en 1886, bajo el mandato de Antonio Guzmán Blanco. El 21 de diciembre de 1975, el Dr. Juan Vicente Seijas inauguró la primera etapa de la obra.
El Doctor Juan Vicente Seijas Rivas, fue su ideólogo y ejecutor durante y después de ejercer el cargo de Presidente del Ilustre Consejo Municipal de Valencia.

## Partes del Acuario de Valencia
El acuario está dividido en 5 áreas diferentes de exhibiciones de animales que son: Terrarios, Serpentarios, Acuarios, Zoológico y Show de Toninas( fin de Show en el 2016 por muerte de las últimas dos toninas que quedaban ), además del Centro de Colección Científica de la Fauna Venezolana que cuenta con muestras preservadas. Adicionalmente el parque cuenta con un parque de diversiones que complementa los atractivos del paseo, así como también servicios de estacionamiento, fuente de soda, heladería, restaurante, parques infantiles, caminerías, salón de fiesta y auditorio.

## Colección animal
Algunas de las especies exhibidas en el parque son:

### Aves
- Cardenal coriano
- Canario de tejado
- Arrendajo
- Turpial
- Tejedor enmascarado
- Cotorra cabeciamarilla
- Loro guaro
- Loro real
- Guacamaya roja
- Guacamaya azul y amarilla
- Guacamaya verde
- Maracaná
- Perico carasucia
- Chacaraco
- Perico calzoncito
- Perico cabeciazul
- Churica
- Perico cabecirrojo
- Tilingo cuellinegro
- Piapoco pico rojo
- Dara
- Cotara caracolera
- Guaco
- Gallito azul
- Pato Pekín
- Paují copete rizado
- Paují culo colorado
- Águila Harpía
- Caricare encrestado
- Gavilán habado
- Zamuro
- Rey zamuro
- Lechuzón orejudo
- Currucucú
- Paloma mensajera
- Pollo polaco

### Reptiles
- Morrona
- Morrona
- Cascabel de Uracoa
- Coral
- Coral macho
- Mapanare
- Mapanare del sur
- Mapanare
- Mapanare saltona
- Pajarera
- Tragavenados
- Anaconda
- Bejuca
- Cazadora rayada
- Boa arborícola
- Boa tornasol
- Boa arco irís
- Pitón reticulada
- Tigra cazadora
- Caimán de la Costa (Cocodrilo americano)
- Caimán del Orinoco
- Baba
- Tortuga arraú o del Orinoco (Charapa)
- Galápago
- Tortuga pechoquebrao
- Tortuga orejas rojas
- Tortuga Mata mata
- Iguana verde

### Mamíferos
- Tonina
- Mono capuchino
- Tití cabeza de algodón
- Coatí
- Cuchicuchi (Kinkayú o micoleón)

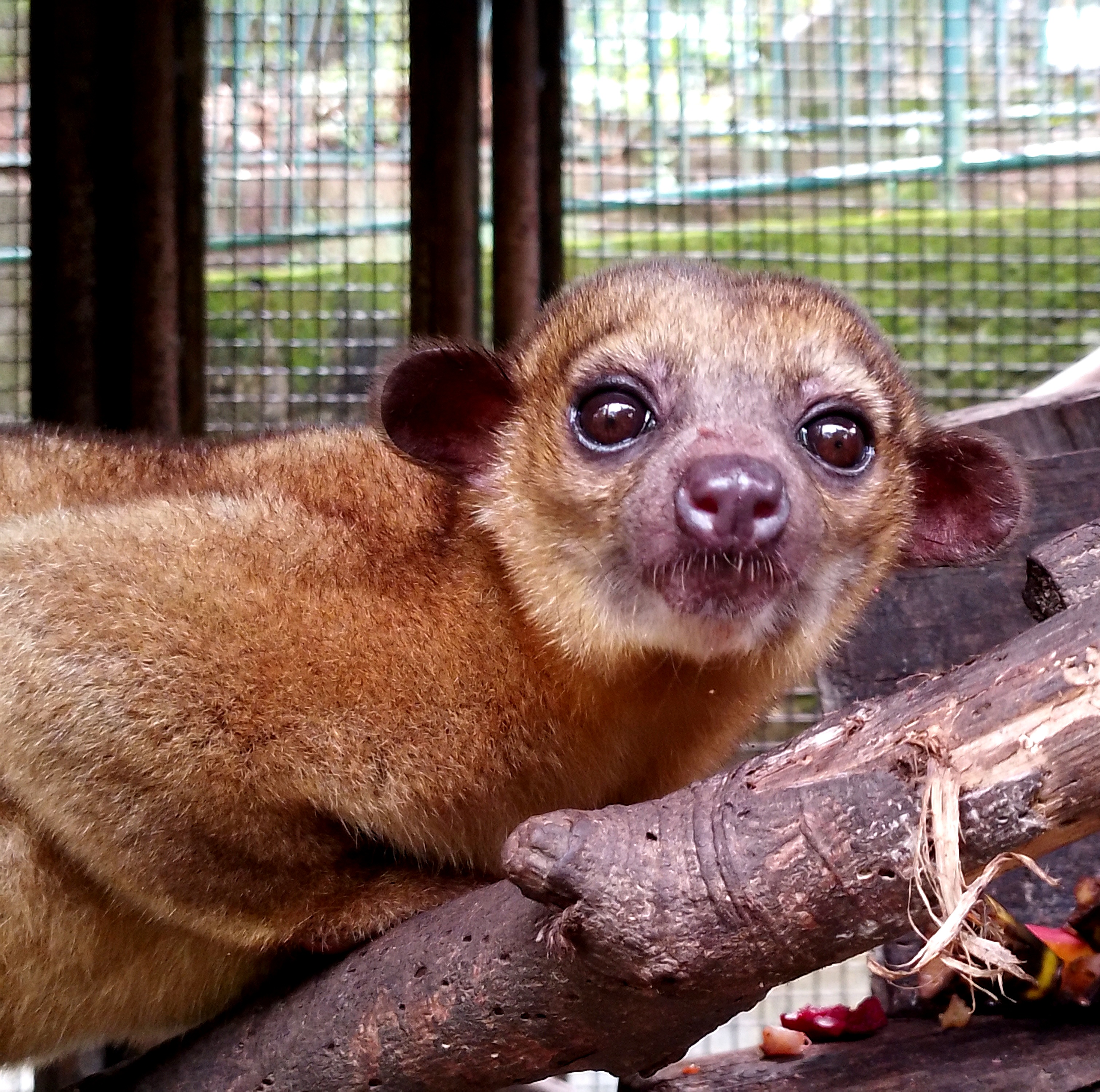
Cuchicuchi (Potos flavus).

- zorro lavamanos (mapache boreal o norteamericano)
- mapache cangrejero
- zorro (zorro cangrejero)
- Cunagüaros (Ocelotes o Tigrillos)
- Puma
- Gato de monte (Jaguaroundí u Onza)
- Báquiro
- Acure
- Picures (Guatuzas)